# Мужская сборная Таиланда по кабадди
Мужская национальная сборная Таиланда по кабадди — представляет Таиланд на международных соревнованиях по кабадди. Управляющей организацией является Ассоциация кабадди Таиланда (англ. Kabaddi Association of Thailand).

## Результаты выступлений

### Азиатские игры
| Год       | Победы         | Ничьи          | Поражения      | Место          |
| --------- | -------------- | -------------- | -------------- | -------------- |
| 1990—1994 | не участвовали | не участвовали | не участвовали | не участвовали |
| 1998      | 1              | 0              | 5              | 6              |
| 2002—2010 | не участвовали | не участвовали | не участвовали | не участвовали |
| 2014      | 1              | 0              | 2              | 5              |
| 2018      | 0              | 0              | 4              | 9              |